# Michel Siffre
Michel Augustin Francis Siffre (Niza, 3 de enero de 1939-Niza, 25 de agosto de 2024) fue un espeleólogo, explorador, aventurero y científico francés.

## Biografía
Siffre nació en Niza, donde pasó su infancia. Obtuvo un título de posgrado en La Sorbona seis meses después de terminar el bachillerato. En 1962 fundó el Instituto Francés de Espeleología.
Exploró cómo el ser humano experimenta el tiempo pasando dos meses enclaustrado a 100 metros bajo la superficie en el abismo de Scarasson (al oeste de los Alpes ligures) sin referencias horarias en un glaciar, desde julio de 1962. La temperatura ambiental era de unos 3 °C y la humedad era del 98%. Por teléfono, informaba a la superficie del inicio y el final de cada uno de sus ciclos de sueño, cada vez que se levantaba y se acostaba. También anotaba su pulso, buscando analizar cómo el reloj interno del cuerpo humano ajusta el organismo en ausencia de los ciclos día/noche. Rápidamente, perdió las fuerzas y se levantaba agotado, perturbado por la monotonía y el frío. Como la noción del tiempo a nivel psicológico había cambiado tanto, al final del experimento, el 14 de septiembre, Michel Siffre pensaba que era 20 de agosto. De hecho, algunos de sus periodos de sueño no eran simples siestas, como había pensado, sino verdaderas noches, lo que le llevó a perder completamente la noción de los días. Además, la información que transmitía a la superficie mostraba que sus ciclos se desplazaban unos 30 minutos cada día. Así pues, su reloj biológico daba una vuelta completa en 24 horas y media, lo que corresponde a la media observada en la especie humana. Al final de esta primera experiencia, desayunaba hacia las 7 de la tarde y se acostaba al final de la mañana.
En su momento, este experimento no suscitó gran interés en la comunidad científica francesa, pero el rumano Franz Halberg, uno de los fundadores de la cronobiología, se puso en contacto con él, y el cosmonauta ruso Yuri Gagarin afirmó haber leído sus conclusiones con mucha atención.
En 1972, esta vez financiado por la NASA, Siffre volvió al subsuelo para una estancia de más de seis meses (205 días) en una cueva de Texas (Estados Unidos). Comprobó que, sin señales horarias, varias personas, incluido él mismo, se adaptaban a un ritmo circadiano de 48 horas en lugar del habitual de 24. Su última incursión en una cueva duró de noviembre de 1999 a febrero de 2000; allí celebró el año nuevo, pero su percepción del tiempo fue errónea y no acertó la fecha exacta en que comenzaba el nuevo año por cuatro días.
Murió de neumonía en Niza el 25 de agosto de 2024, a la edad de 85 años.